# Resolução 255 do Conselho de Segurança das Nações Unidas
A Resolução 255 do Conselho de Segurança das Nações Unidas aprovada em 19 de junho de 1968, depois que um grande número de estados começaram a assinar o Tratado de Não Proliferação de Armas Nucleares, o Conselho reconheceu que a agressão com armas nucleares ou a ameaça da mesma contra um Estado não-nuclear criaria uma situação na qual o Conselho de Segurança e, acima de tudo, seus membros com armas nucleares teriam que agir imediatamente de acordo com suas obrigações sob a Carta das Nações Unidas.
O Conselho também acolheu com satisfação a intenção expressa por alguns Estados de fornecer ou apoiar a assistência imediata a um Estado não-nuclearmente armado do tratado que seja vítima de um ato ou objeto da ameaça em que as armas nucleares são usadas e reafirmou esse direito inerente à autodefesa individual e coletiva.
A resolução foi aprovada com 10 votos a nenhum; Argélia, Brasil, França, Índia e Paquistão se abstiveram.